# 永田南
永田南（ながたみなみ）は、神奈川県横浜市南区の地名。現行行政地名は永田南一丁目から永田南二丁目。住居表示実施済み区域。

## 地理
南区の西部に位置し、東に井土ケ谷上町、南に六ツ川、西に永田山王台、北に永田みなみ台、北東に永田東と接している。

### 面積
面積は以下の通りである。
| 丁目         | 面積（km²） |
| ------------ | ----------- |
| 永田南一丁目 | 0.109       |
| 永田南二丁目 | 0.136       |
| 計           | 0.245       |

## 歴史

### 沿革
- 1979年（昭和54年）7月23日 - 住居表示を実施に伴い、永田町、六ツ川一丁目の各一部を分離し、永田南一丁目から永田南二丁目を新設[6]。
- 1984年（昭和59年）1月29日 - 永田南一丁目の一部を六ツ川一丁目へ編入[7]。

## 世帯数と人口
2025年（令和7年）6月30日現在（横浜市発表）の世帯数と人口は以下の通りである。
| 丁目         | 世帯数    | 人口    |
| ------------ | --------- | ------- |
| 永田南一丁目 | 1,106世帯 | 2,061人 |
| 永田南二丁目 | 756世帯   | 1,539人 |
| 計           | 1,862世帯 | 3,600人 |

### 人口の変遷
国勢調査による人口の推移。
| 年                 | 人口  |
| ------------------ | ----- |
| 1995年（平成7年）  | 3,886 |
| 2000年（平成12年） | 3,674 |
| 2005年（平成17年） | 3,677 |
| 2010年（平成22年） | 3,710 |
| 2015年（平成27年） | 3,641 |
| 2020年（令和2年）  | 3,652 |

### 世帯数の変遷
国勢調査による世帯数の推移。
| 年                 | 世帯数 |
| ------------------ | ------ |
| 1995年（平成7年）  | 1,567  |
| 2000年（平成12年） | 1,546  |
| 2005年（平成17年） | 1,574  |
| 2010年（平成22年） | 1,692  |
| 2015年（平成27年） | 1,676  |
| 2020年（令和2年）  | 1,775  |

## 学区
市立小・中学校に通う場合、学区は以下の通りとなる（2024年11月時点）。
| 丁目         | 番・番地等                                                 | 小学校                 | 中学校           |
| ------------ | ---------------------------------------------------------- | ---------------------- | ---------------- |
| 永田南一丁目 | 全域                                                       | 横浜市立井土ケ谷小学校 | 横浜市立南中学校 |
| 永田南二丁目 | 1番〜14番6号 14番11号〜17番2号 17番13〜18号 17番28号〜23番 | 横浜市立井土ケ谷小学校 | 横浜市立南中学校 |
| 永田南二丁目 | 14番7〜10号 17番3〜12号                                    | 横浜市立六つ川小学校   | 横浜市立南中学校 |

## 事業所
2021年（令和3年）現在の経済センサス調査による事業所数と従業員数は以下の通りである。
| 丁目         | 事業所数 | 従業員数 |
| ------------ | -------- | -------- |
| 永田南一丁目 | 33事業所 | 473人    |
| 永田南二丁目 | 23事業所 | 130人    |
| 計           | 56事業所 | 603人    |

### 事業者数の変遷
経済センサスによる事業所数の推移。
| 年                 | 事業者数 |
| ------------------ | -------- |
| 2016年（平成28年） | 59       |
| 2021年（令和3年）  | 56       |

### 従業員数の変遷
経済センサスによる従業員数の推移。
| 年                 | 従業員数 |
| ------------------ | -------- |
| 2016年（平成28年） | 572      |
| 2021年（令和3年）  | 603      |

## 施設
- 白幡神社[17]

## その他

### 日本郵便
- 郵便番号 : 232-0073[3]（集配局：横浜南郵便局[18]）

### 警察
町内の警察の管轄区域は以下の通りである。
| 丁目         | 番・番地等 | 警察署   | 交番・駐在所 |
| ------------ | ---------- | -------- | ------------ |
| 永田南一丁目 | 全域       | 南警察署 | 井土ケ谷交番 |
| 永田南二丁目 | 全域       | 南警察署 | 井土ケ谷交番 |